# Liga latina
La Liga latina (aprox. siglo VIII  a. C.-338 a. C.) fue una confederación de aproximadamente 30 aldeas y tribus latinas, cercanas a la antigua Roma, organizada para asegurar su mutua defensa.

## Historia

### Creación de la Liga latina
Fue originalmente fundada bajo el liderazgo de Alba Longa para garantizar a sus miembros la protección contra los enemigos de las áreas colindantes. Durante el siglo VI a. C., los reyes etruscos trataron de establecer su dominio sobre la ciudad latina de Aricia, pero la actuación de la Liga evitó la invasión etrusca.

### Guerras latinas
Desde el comienzo de la República, Roma ejercía un poder predominante sobre el resto de las ciudades latinas, y les había impuesto un pacto de privilegio para ella, llamado foedus Cassianum, que comenzaba con estas solemnes palabras: "Haya paz entre los romanos y todas las ciudades latinas mientras la posición del cielo y la tierra siga siendo la misma...".
Pero aunque el cielo y la tierra no cambiaron su posición, las ciudades del Lacio intentaron librarse de la superioridad de Roma y de los abusivos pactos que les imponía aliándose, cuando la ocasión era propicia, con enemigos exteriores, como los belicosos volscos y ecuos. Durante 150 años los latinos mantuvieron continuos enfrentamientos con Roma, conocidos como las guerras latinas.
Finalmente, en el año 338 a. C., en la decisiva batalla naval de Antium, Roma derrotó a los volscos, llevándose un precioso tesoro: las proas de los barcos enemigos o rostra, que durante siglos adornaron la tribuna de oradores del foro romano. Esta importante victoria señala el final de las guerras latinas.

### Guerras samnitas
Tras conseguir dominar toda la región del Lacio y someter a volscos y ecuos, Roma tuvo que afrontar durante 50 años tres nuevas guerras con otros pueblos itálicos, conocidas como las guerras samnitas. Los samnitas, pueblo de rudos y guerreros montañeses instalados al sur de Roma, suponían una constante amenaza para los habitantes del valle. Éstos, cansados de las continuas incursiones samnitas, pidieron ayuda a Roma, que aprovechó la coyuntura para expandir su dominio.
Durante la segunda guerra samnita se produjo el famoso episodio de las Horcas Caudinas, uno de los sucesos más humillantes en la historia de Roma. Atrapado en un desfiladero junto a la ciudad de Caudium, todo el ejército, desarmado, fue obligado a pasar bajo el yugo de las lanzas samnitas, una costumbre que los romanos adoptaron desde entonces en sus victorias sobre otros pueblos.
A pesar de esta victoria parcial en las Horcas Caudinas, los samnitas fueron derrotados, y se rindieron definitivamente en el año 290 a. C., dejando a Roma el camino libre para expandirse hacia el sur de la península.
La República romana, en sus primeros tiempos, formó una alianza con la Liga latina en 493 a. C. Según la tradición romana, este tratado, el foedus Cassianum, se firmó tras una victoria romana sobre la Liga en la batalla del Lago Regilo. El tratado garantizaba que Roma y la Liga latina compartirían el botín de sus conquistas militares (lo que fue más tarde uno de los motivos para la guerra latina de 341-338 a. C.). También establecía que cualquier campaña militar conjunta sería dirigida por generales romanos. Esta alianza ayudó a Roma a repeler los ataques de los ecuos y los volscos, tribus nómadas de los Apeninos. No está todavía claro si los latinos aceptaron a Roma como uno más de sus miembros, o si el tratado fue firmado por el Estado romano y la Liga latina en pie de igualdad.

### Sometimiento de la Liga latina a Roma
El cada vez mayor poder de Roma condujo gradualmente a su dominio de la Liga. La renovación del tratado original en 358 a. C. estableció formalmente el liderazgo de Roma, y acabó desencadenando el estallido de la guerra latina (343-338 a. C.). Tras la victoria de Roma, la Liga fue disuelta. Roma, después del fin de la Liga Latina, rebautizó a las ciudades latinas como municipiae y estableció en ellas colonias de ciudadanos romanos (coloniae). Esto significó que las ciudades latinas fueron desde ese momento dirigidas por Roma.

## Miembros de la Liga latina
- Lavinium
- Palestrina
- Tusculum
- Norba
- Lanuvium
- Aricia
- Labici
- Satricum
- Setia
- Bovillae

En el año 359 a. C. Tibur se reintegró a la Liga latina. Preneste, Nomentum, Pedum fueron obligadas a ingresar en la Liga entre 358 y 354 a. C.